# Platanus x hispanica
Platanus × hispanica (Mill. ex Münchh., 1770), comunemente noto come platano comune, spagnolo o londinese, è una pianta appartenente alla famiglia delle Platanaceae, di origine artificiale. Difatti è anche indicato come platano ibrido in quanto si tratta di un ibrido tra il Platanus orientalis ed il Platanus occidentalis.

## Descrizione

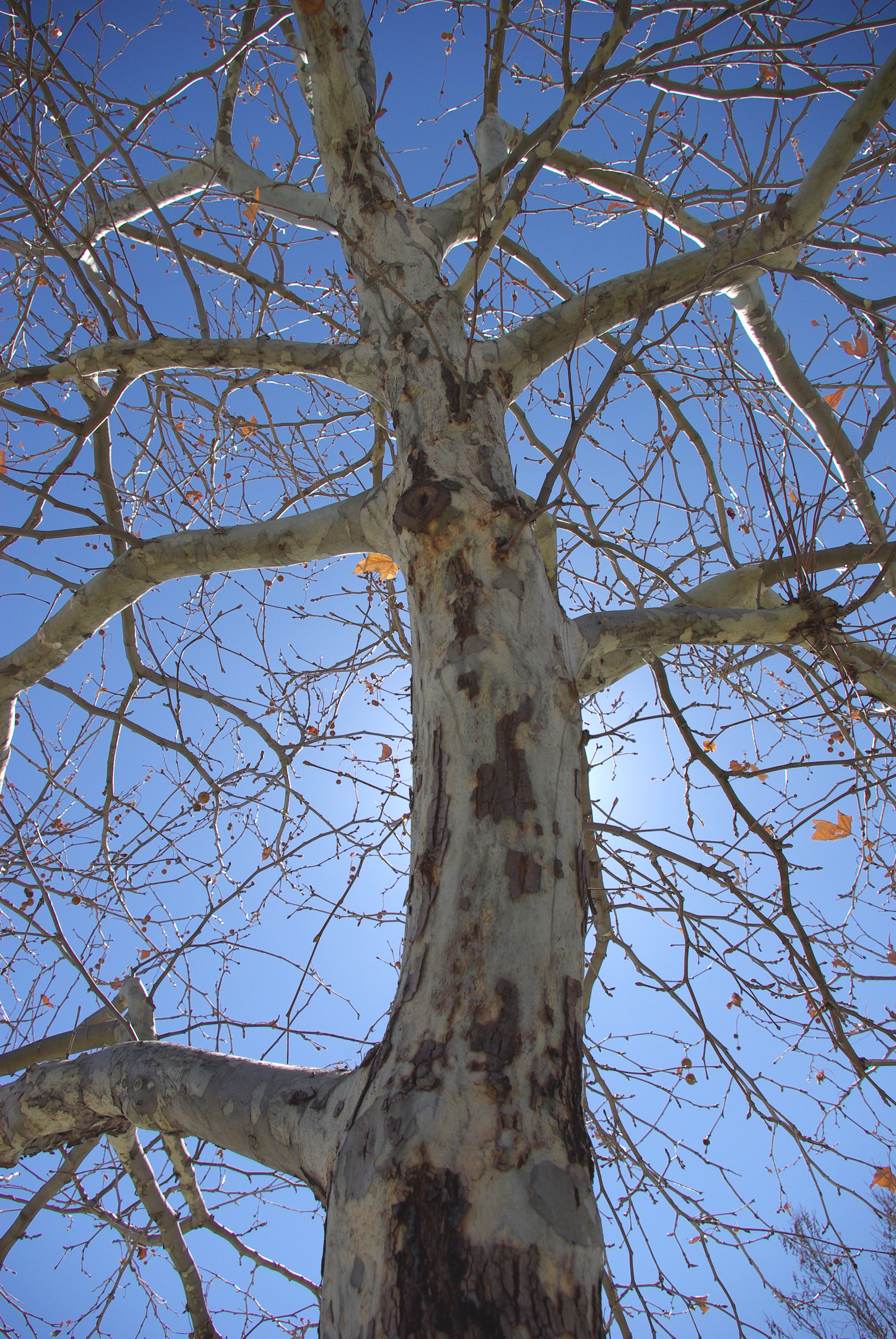
Un esemplare di platano ibrido presso la New Mexico State University.

Il platano londinese è un grande albero deciduo che può raggiungere i 20-30 metri di altezza nella norma e che eccezionalmente raggiunge anche i 40 metri, con un tronco di 3 metri e più di circonferenza. La corteccia è di color grigio chiaro, liscia ed esfoliante, oppure più scura e non esfoliante. Le foglie sono palmate a lobi e rimandano (come suggerisce lo stesso nome) a quelle dell'acero. In primavera le giovani foglie sono ricoperte da una leggerissima peluria che viene persa poi con la crescita della foglia stessa. I fiori si concentrano in due infiorescenze dense e sferiche, separate tra maschi e femmine. I frutti maturano in sei mesi, presentano 2–3 cm di diametro e sono composti da un'achenio con numerosi peli che ne aiutano la dispersione aerea. È tra le piante che vengono più volentieri impiegate nelle città in quanto tollera abbondantemente l'inquinamento ed aiuta a ridurlo.
Ha molte similitudini col Platanus occidentalis (American sycamore), da cui è derivato; ad ogni modo, le due specie sono relativamente semplici da distinguere, dal momento che il platano londinese viene perlopiù piantato in habitat urbani mentre il P. occidentalis è comune in suoli alluvionali di campagna.

## Origine

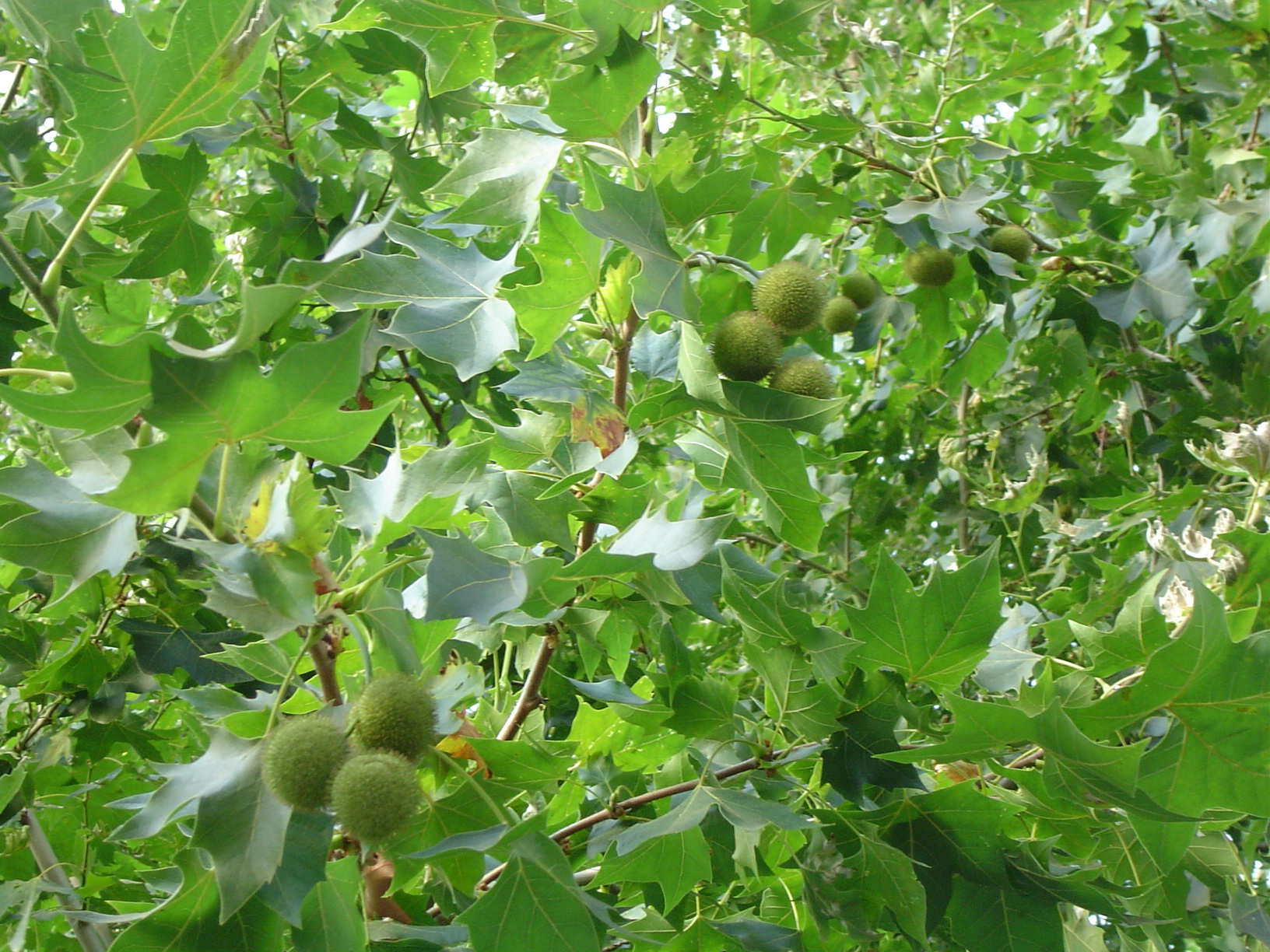
Un platano londinese nel Whittier College

La specie si è formata da una ibridazione del XVII secolo tra il P. orientalis ed il P. occidentalis, piantati uno in prossimità dell'altro. Si dice che questa ibridazione ebbe origine in Spagna, mentre secondo altre fonti essa sarebbe avvenuta nei Vauxhall Gardens di Londra dove John Tradescant il Giovane scoprì la pianta a metà del XVII secolo.
Le caratteristiche di foglie e fiori sono intermedie infatti tra le due specie, anche se le foglie appaiono più lobate in questa specie che nel P. occidentalis ma meno che nel P. orientalis; i frutti si presentano solitamente in due per ramo, mentre il P. occidentalis ne presenta uno ed il P. orientalis un numero variabile da 3 a 6.

## Coltivazione
P. × hispanica è uno dei 50 Great British Trees che il Tree Council inglese ha selezionato nel 2002 in onore del Giubileo d'oro di Elisabetta II del Regno Unito. L'elenco include anche il primo albero di questa specie che si trova nella città di Ely, nel Cambridgeshire.
Il platano londinese è particolarmente resistente sia all'inquinamento che alla compressione delle radici, motivo per cui esso divenne particolarmente popolare nelle grandi città inglesi di epoca vittoriana. Tollera infatti molto meglio il freddo rispetto al P. orientalis ed è molto meno suscettibile all'antracnosi rispetto al P. occidentalis.
La pianta è anche resistente al vento, pur presentando delle problematiche nella sua piantumazione in città: i peli di cui sono ricoperti i frutti possono risultare irritanti se inalati e possono esacerbare difficoltà respiratorie per le persone con asma. Le foglie inoltre sono particolarmente resistenti e possono impiegare anche un anno intero a marcire al suolo.

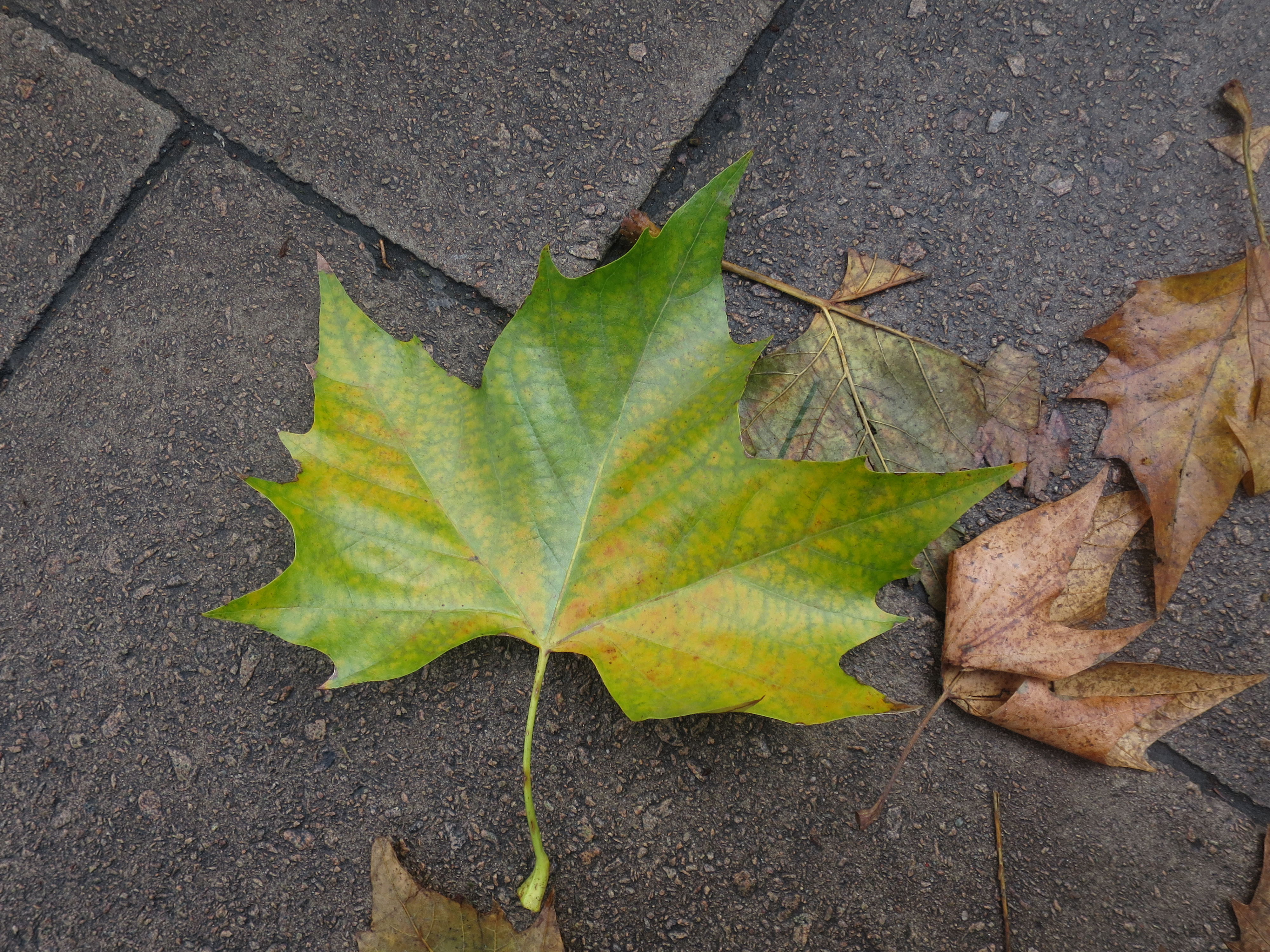
Una foglia di Platanus acerifolia presso l'abbazia di Westminster
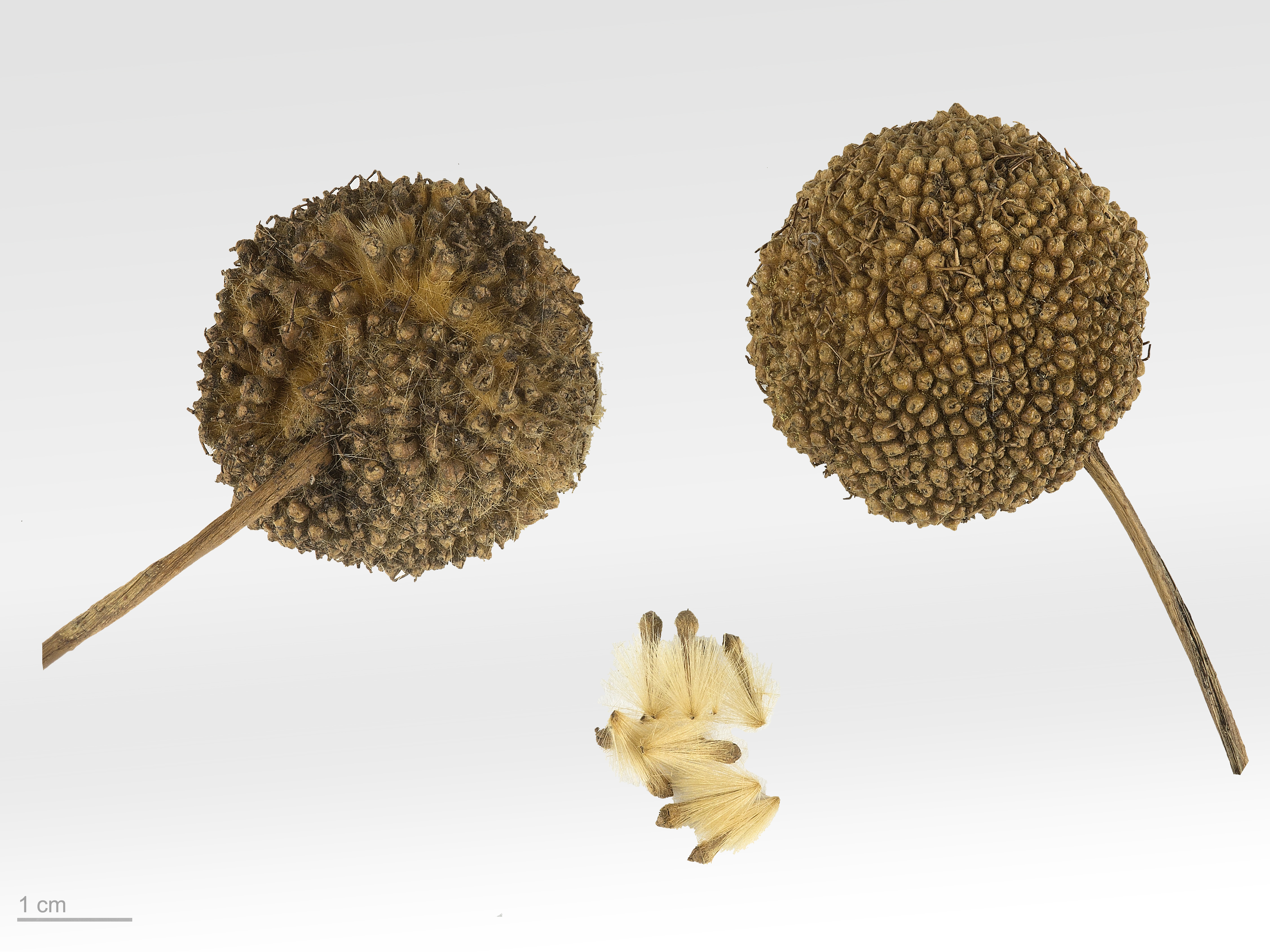
Frutti